# Justicia y deshonor
Justicia y deshonor (título original: Legacy of Lies) es un telefilme estadounidense de suspenso de 1992, dirigido por Bradford May, escrito por David Black, musicalizado por Patrick Williams, en la fotografía estuvo Robert A. Hudecek y los protagonistas son Michael Ontkean, Martin Landau y Eli Wallach, entre otros. Este largometraje fue producido por M.A.I. Productions y MCA Television Entertainment (MTE); se estrenó el 22 de abril de 1992.

## Sinopsis
A un célebre director de orquesta lo mata la mafia al salir de un restaurante. Pero el policía que se encuentra a cargo del caso se da cuenta de que hay algo más tras este hecho, ya que esto fue un error.